# Styrax sipapoana
Styrax sipapoana är en storaxväxtart som beskrevs av B. Maguire. Styrax sipapoana ingår i släktet Styrax och familjen storaxväxter. Inga underarter finns listade i Catalogue of Life.